# سرخیو سستلو
سرخیو سستلو (انگلیسی: Sergio Sestelo؛ زادهٔ ۱۹ اوت ۱۹۷۸) بازیکن فوتبال اهل اسپانیا است.
از باشگاه‌هایی که در آن بازی کرده‌است می‌توان به باشگاه فوتبال اوئسکا، باشگاه فوتبال کامپوستلا، باشگاه فوتبال رئال مادرید کاستیا، و باشگاه فوتبال نومانسیا اشاره کرد.